# Robert FitzRoy
Robert FitzRoy (Ampton, 5 juli 1805 - Upper Norwood, 30 april 1865) was een Brits marine-officier, hydrograaf en meteoroloog, onder meer bekend als gezagvoerder op de expeditie rond de wereld van de HMS Beagle. Ook was hij een van de eerste uitbrengers van weersverwachtingen.
FitzRoy kwam in dienst van de Royal Navy in 1819 en in 1824 kreeg hij een belangrijke opdracht aan boord van de Beagle, die onder leiding van Pringle Stokes hydrografisch onderzoek deed langs de kust van Zuid-Amerika. Stokes pleegde zelfmoord en in 1828 kreeg FitzRoy het bevel over het schip. In 1830 keerde hij terug naar Londen.

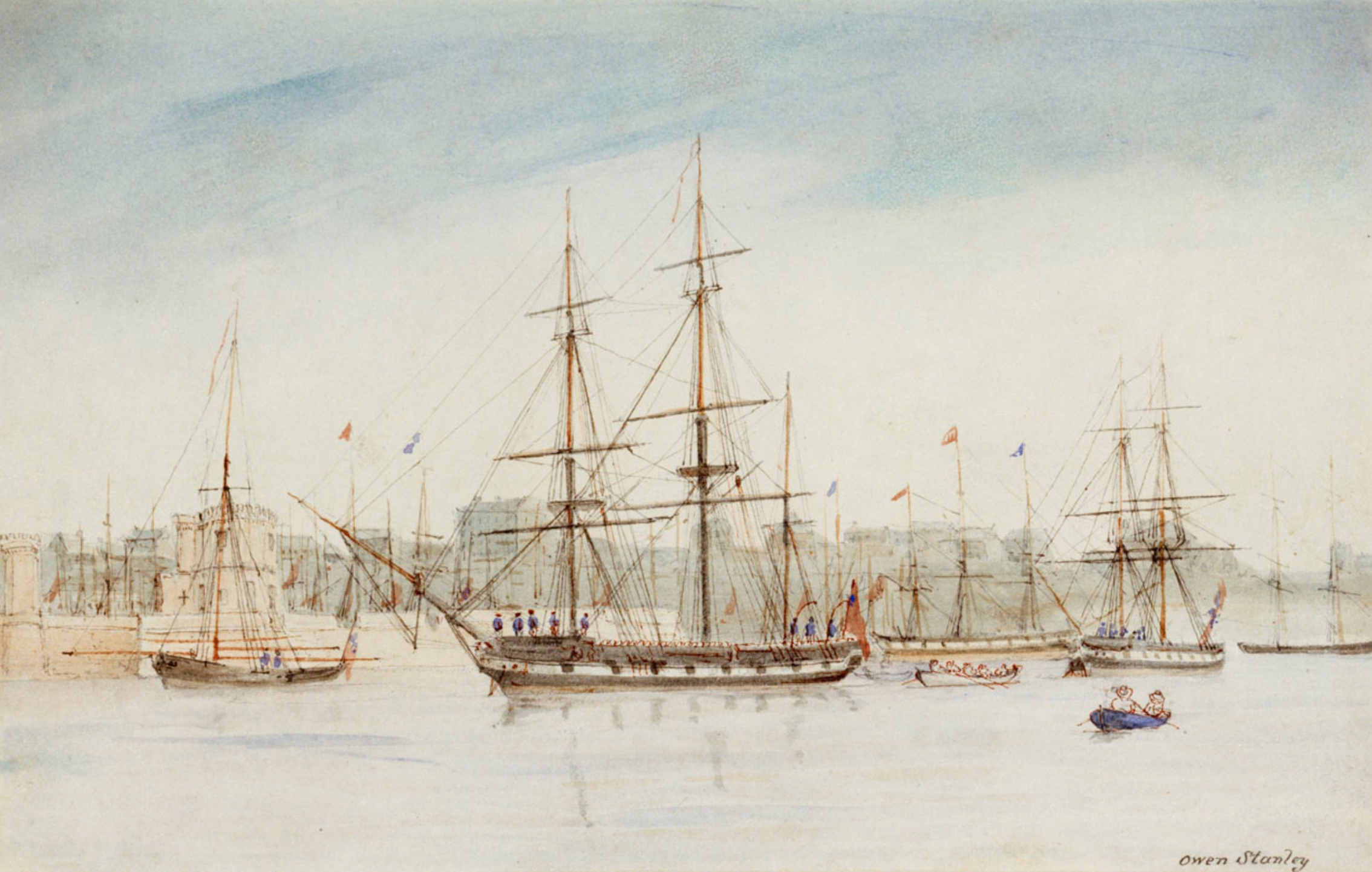
HMS Beagle
(1841), Owen Stanley, National Maritime Museum

In 1831 vertrok FitzRoy opnieuw met de Beagle om de onderzoekingen voort te zetten. Als natuuronderzoeker was de jonge Charles Darwin aangetrokken. Tussen 1832 en 1835 werden de kusten van Argentinië, Chili en de Falklandeilanden nauwkeurig onderzocht. Hierna stak FitzRoy over naar de Galapagoseilanden, die hij ook aan een hydrografisch onderzoek onderwierp. Via Tahiti, Nieuw-Zeeland, Port Jackson, Tasmanië, West-Australië en de Cocoseilanden werd uiteindelijk in 1836 een circumnavigatie voltooid.
FitzRoy werd in 1841 tot parlementslid voor Durham gekozen, en tussen 1843 en 1845 was hij gouverneur-generaal van Nieuw-Zeeland, maar vanwege zijn Maori-vriendelijke politiek niet populair bij de kolonisten.
In 1855 werd FitzRoy als hoofd van de nieuwe afdeling meteorologie aangesteld bij het Board of Trade. Hij liet op diverse plaatsen weerstations oprichten, met behulp van de gegevens die deze verstrekten produceerde hij wat van de eerste weerkaarten, weersvoorspellingen en stormwaarschuwingen. De onnauwkeurigheid van zijn voorspellingen bracht hem echter vanuit vele plaatsen kritiek. Hij besteedde aan deze projecten voor algemeen nut zijn gehele eigen vermogen à ₤ 6000.
Op 30 april 1865 pleegde FitzRoy zelfmoord. Daarbij liet hij zijn echtgenote en dochter onbemiddeld achter. Als reden voor zijn daad werd na een onderzoek aangegeven dat hij overwerkt was, maar er wordt ook wel gespeculeerd dat de diepgelovige FitzRoy niet kon leven met het idee dat hij een belangrijke rol had gespeeld in de ontwikkeling van Darwins evolutietheorie.
Zijn vroegere ondergeschikte op de HMS Beagle (inmiddels viceadmiraal)  Bartholomew James Sulivan en reisgenoot Darwin zorgden voor financiële bijstand voor de weduwe en haar dochter.
De vroegere regio Finisterre uit The Shipping Forecast, het scheepvaartsweerbericht, werd in 2002 omgedoopt tot FitzRoy. Deze regio ligt ten noordwesten van Galicië.

## Publicaties
- Narrative of the surveying voyages of His Majesty's ships Adventure and Beagle, between the years 1826 and 1836, describing their examination of the southern shores of South America, and the Beagle's circumnavigation of the globe (Londen 1839)
- Sailing directions for South America (Londen 1848)
- The weather book: a manual of practical meteorology (Londen 1863)